# 1998년 2월
| 1998년: 1월 · 2월 · 3월 · 4월 · 5월 · 6월 · 7월 · 8월 · 9월 · 10월 · 11월 · 12월 |

| <          | 1998년 2월 | 1998년 2월 | 1998년 2월 | 1998년 2월 | 1998년 2월  | >          |
| 일         | 월         | 화         | 수         | 목         | 금          | 토         |
| 1 1.5 기묘 | 2 6 경진   | 3 7 신사   | 4 8 임오   | 5 9 계미   | 6 10 갑신   | 7 11 을유  |
| 8 12 병술  | 9 13 정해  | 10 14 무자 | 11 15 기축 | 12 16 경인 | 13 17 신묘  | 14 18 임진 |
| 15 19 계사 | 16 20 갑오 | 17 21 을미 | 18 22 병신 | 19 23 정유 | 20 24 무술  | 21 25 기해 |
| 22 26 경자 | 23 27 신축 | 24 28 임인 | 25 29 계묘 | 26 30 갑진 | 27 2.1 을사 | 28 2 병오  |

| 편집하기 |

## 1998년2월 25일
- 김대중 대통령이 대한민국 제15대 대통령으로 취임했다.

## 1998년2월 7일
- 일본 나가노에서 1998년 동계 올림픽이 개막하였다.